# 梳士巴利慣例
梳士巴利慣例（英語：Salisbury Convention），或稱梳士巴利-艾迪生慣例（英語：Salisbury-Addison Convention），為英國國會的一個憲政慣例。依此慣例上議院將不會在二讀或三讀期間反對列於政府競選政綱的法令。

## 歷史
在自由黨因《1886年愛爾蘭政府法令》而分裂后直至《1999年上議院法令》通過前，上議院一直由保守黨維持多數（或因中立議員傾向支持保守黨而維持准多數）。因此，當工黨或自由黨執政時其競選政綱並不一定能完全兌現。由於上議院曾經於1909年否決自由黨政府動議的政府預算案，因此1911年通過的《1911年國會法令》導致上議院喪失否決撥款法案的權力，也不再可以否決公共法案，而是只能延遲生效最多兩年（《1949年國會法令》再將此限期縮短至一年）。
在第二次麥克唐納內閣期間，上議院的保守黨多數曾試圖通過加入惡意修訂以阻擋部分法令通過。儘管如此，絕大部分法令仍在政府威脅引用《1911年國會法令》下獲得通過。

## 創始

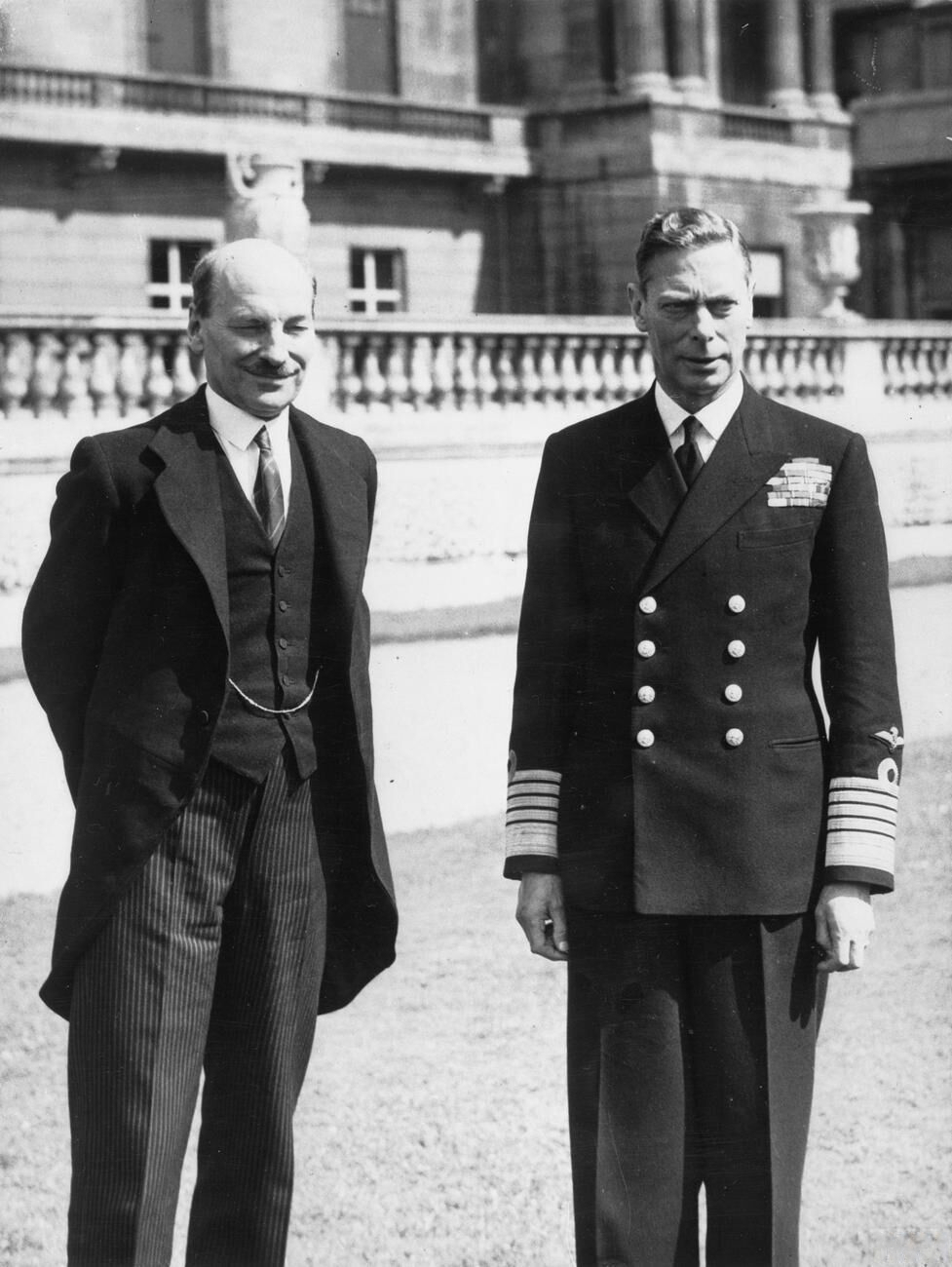
艾德禮與英王喬治六世在白金漢宮前，攝於1945年大選工黨大勝后。

在1945年大選中獲得壓倒性勝利的工黨，在上議院的761名成員中只佔16席，由艾迪生子爵領導。由於工黨所提出的國有化及福利國家政綱在大選中為選民所接受，支持者和評論都認爲非選舉產生的上議院不應阻礙相關法案。因此，時任上議院反對黨領袖梳士巴利侯爵提出此慣例，對上議院應該如何處理有關大選政綱的議案做出規範。

## 内容
時任上議院領袖艾迪生子爵和上議院反對黨領袖梳士巴利侯爵同意：
- 任何按執政黨競選政綱提出的法案，在短暫辯論后會獲得通過，但其他法案除外。[4]

現時則一般詮釋為:
- 按執政黨競選政綱提出的法案在二讀時不會被惡意修訂，但普通修訂案不受此限。[4]

## 發展

### 自由民主黨
在2005年大選后，自民黨指由於投票率及執政工黨得票率下降，加上《1999年上議院法令》的影響，自民黨不應受此慣例所限。

### 懸峙議會及少數派政府
當出現少數派政府或者懸峙議會時，此慣例仍否適用存有一定爭議。 因在2017年大選后出現懸峙議會，部分工黨及自民黨上議院議員曾以此為由，認爲上議院有權否決脫歐相關議案而不受限制。

## 外部連結
- 英國國會相關紀錄 （页面存档备份，存于）